# Oriol (Rússia)
Oriol (en rus Орёл, literalment àguila), és una ciutat de Rússia, capital de la província homònima. Es troba a 360 km al sud-oest de Moscou.
Fou fundada al segle xvi pel tsar Ivan el Terrible vora el riu Okà i és un important nus ferroviari i mercat agrícola. Compta amb l'aeroport d'Oriol-Iujni.
Ha estat el bressol de famoses personalitats russes, com ara Leonid Andrèiev, el principal exponent de l'expressionisme rus; Ivan Turguénev, novel·lista i dramaturg, i Mikhaïl Bakhtín, filòsof i crític literari, entre d'altres.

## Història
Encara que no n'hi hagi documentació històrica, les troballes arqueològiques d'una fortalesa demostren que al segle xii ja hi havia un assentament entre els rius Okà i Órlik, quan el territori pertanyia al principat de Txerníhiv, un dels més extensos de la Rus de Kíev. Al segle xiii la fortalesa va passar a formar part del districte de Zvenígorod, dins el principat de Karàtxev. Al començament del segle xv, el territori fou conquerit pel Gran Ducat de Lituània. La població va abandonar la ciutat després d'haver estat saquejada, no se sap ben bé si pels lituans o per l'Horda d'Or. Al segle XVI el territori va passar al Gran Ducat de Moscou.
Ivan el Terrible va decidir de construir una nova fortalesa en aquell emplaçament el 1566, per tal de defensar la frontera sud del Gran Ducat moscovita. La fortalesa es construí molt ràpidament: els treballs van començar l'estiu del 1566 i la primavera següent ja eren enllestits.

## Galeria d'imatges

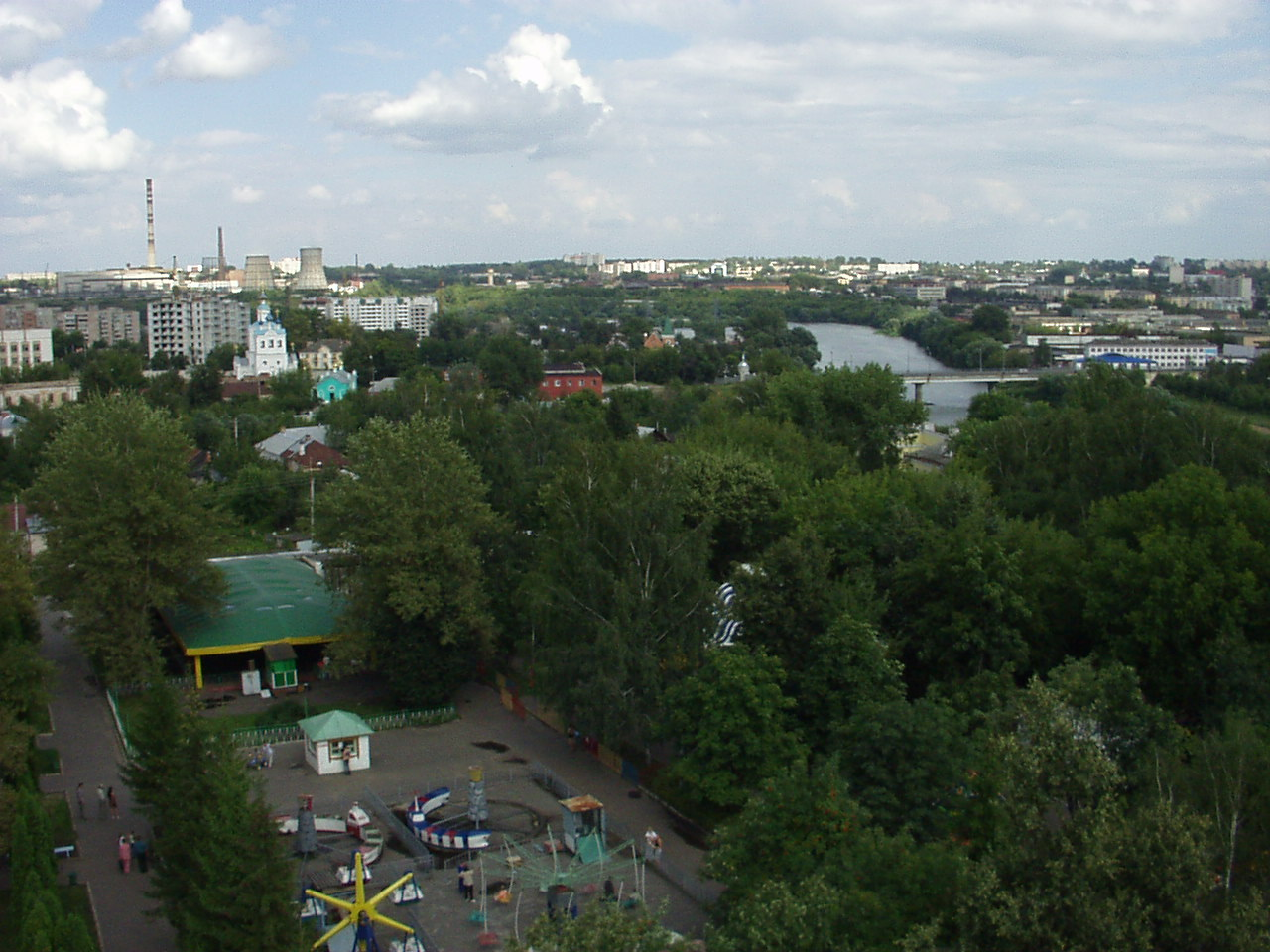
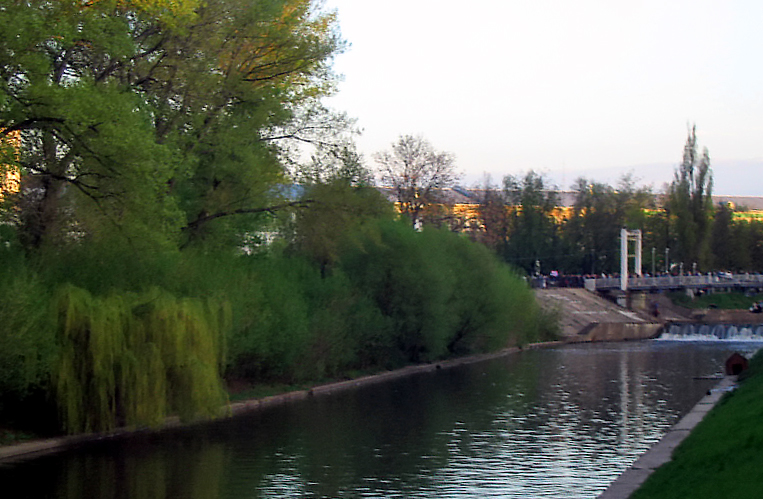
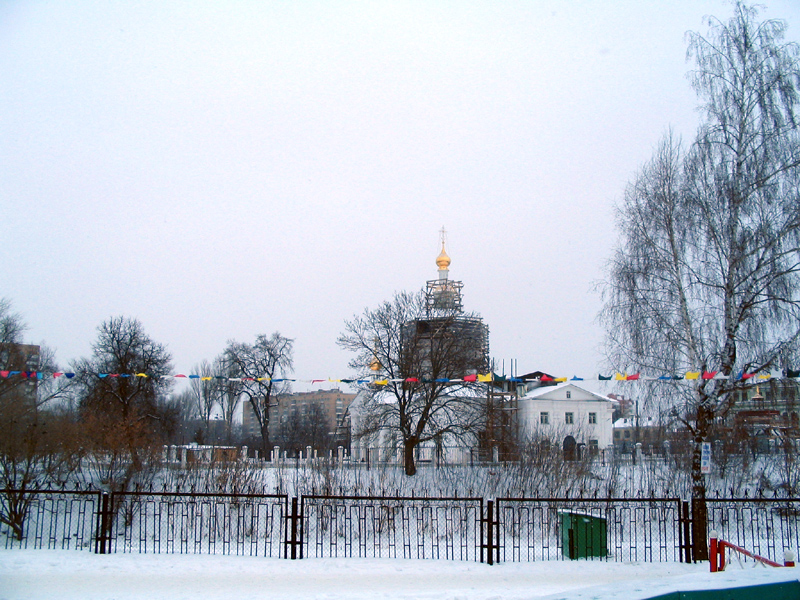
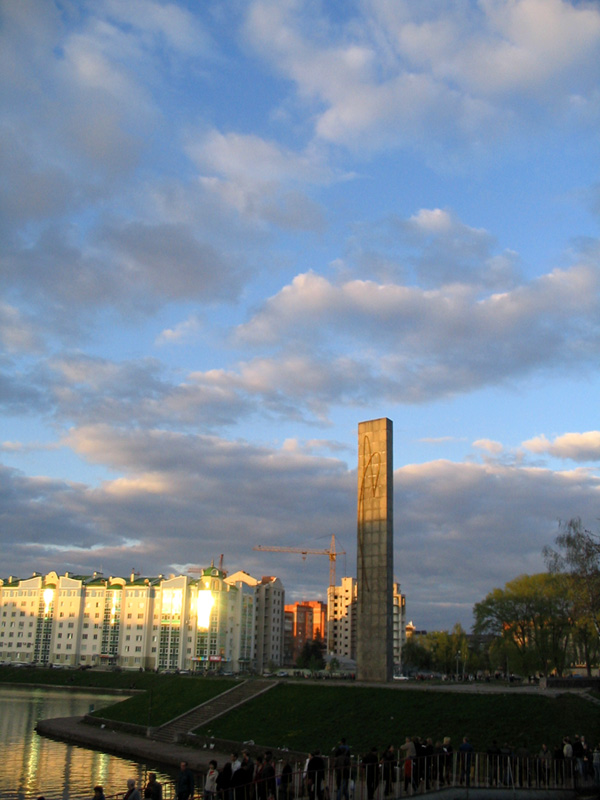
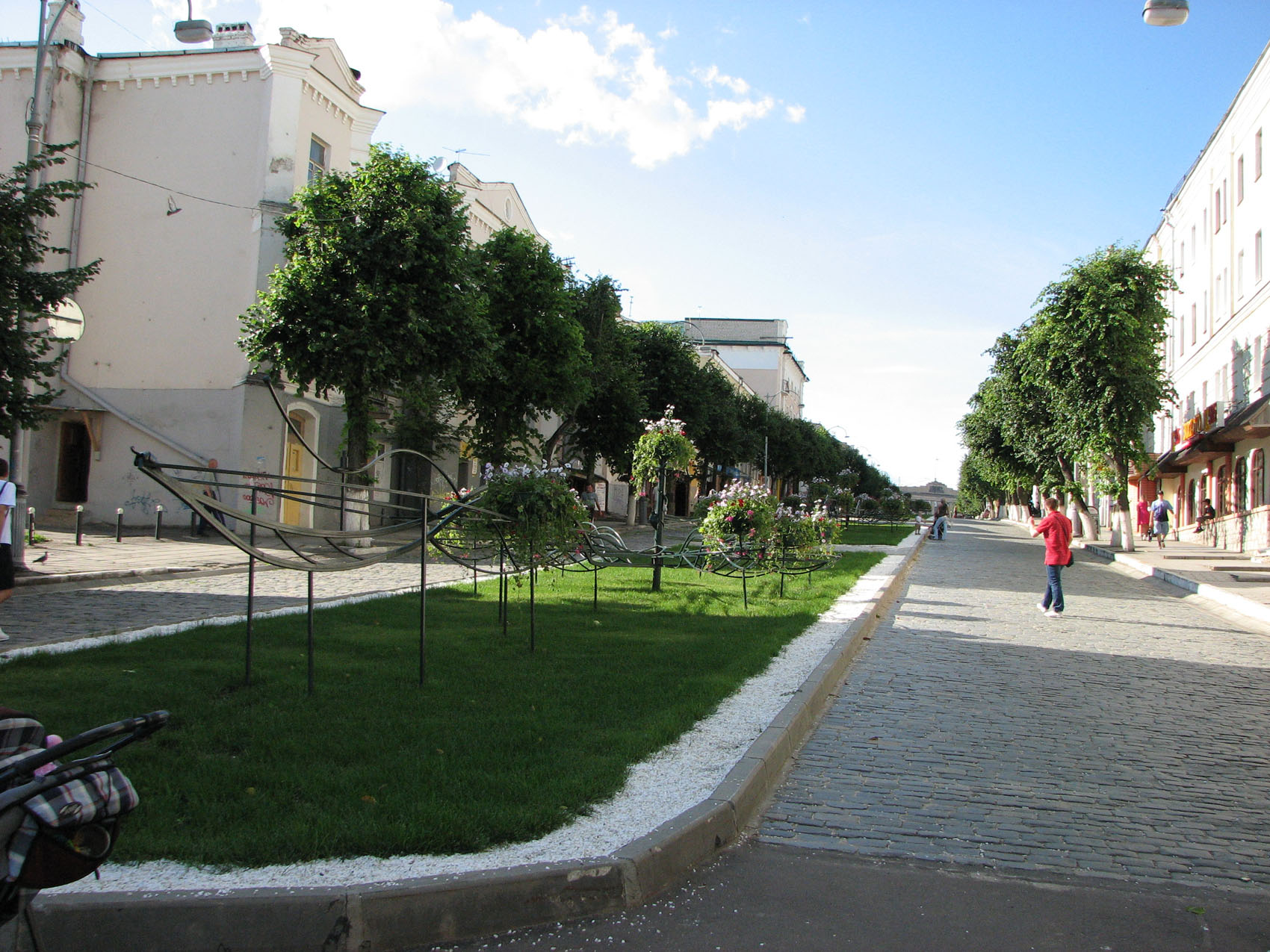
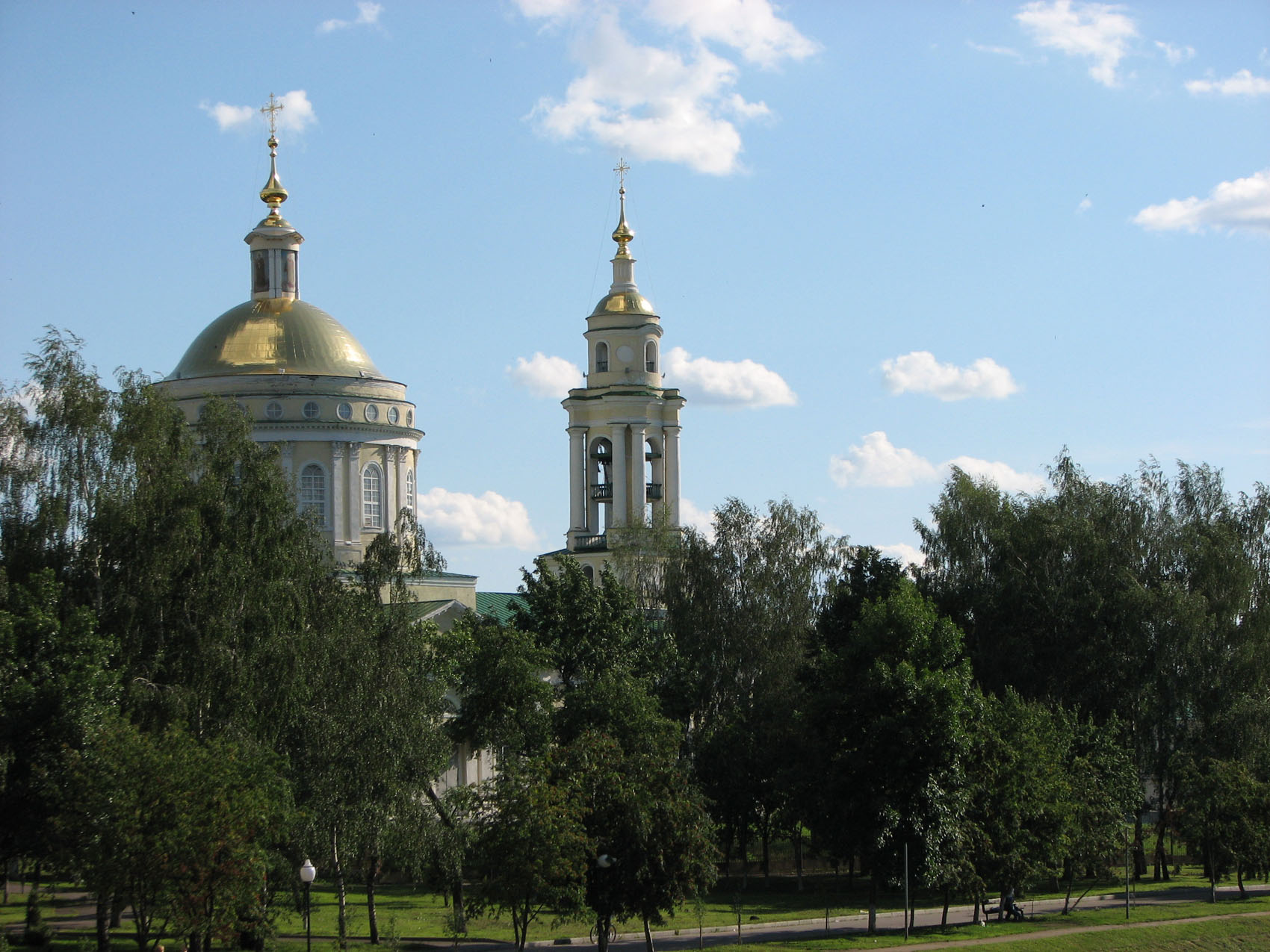
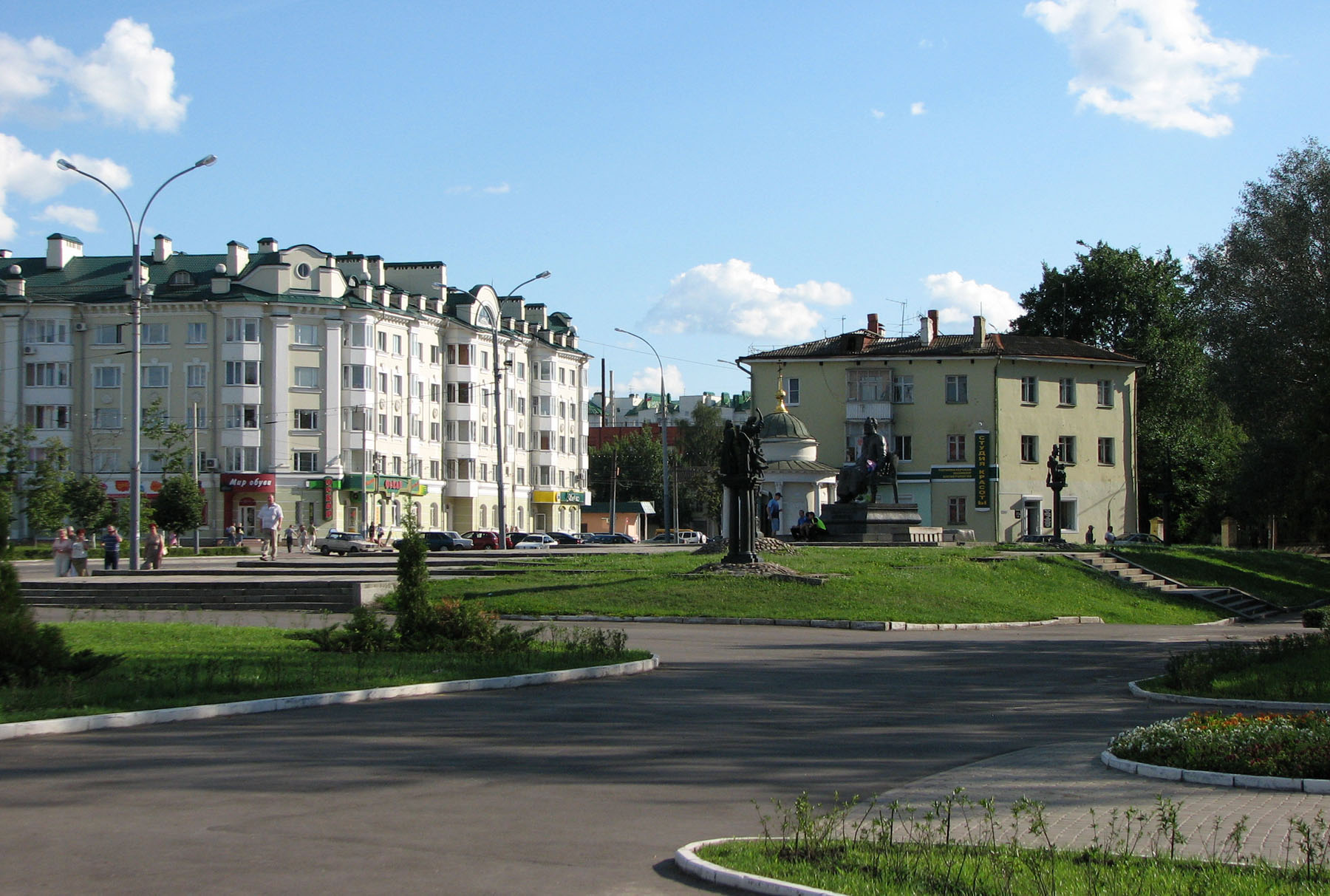
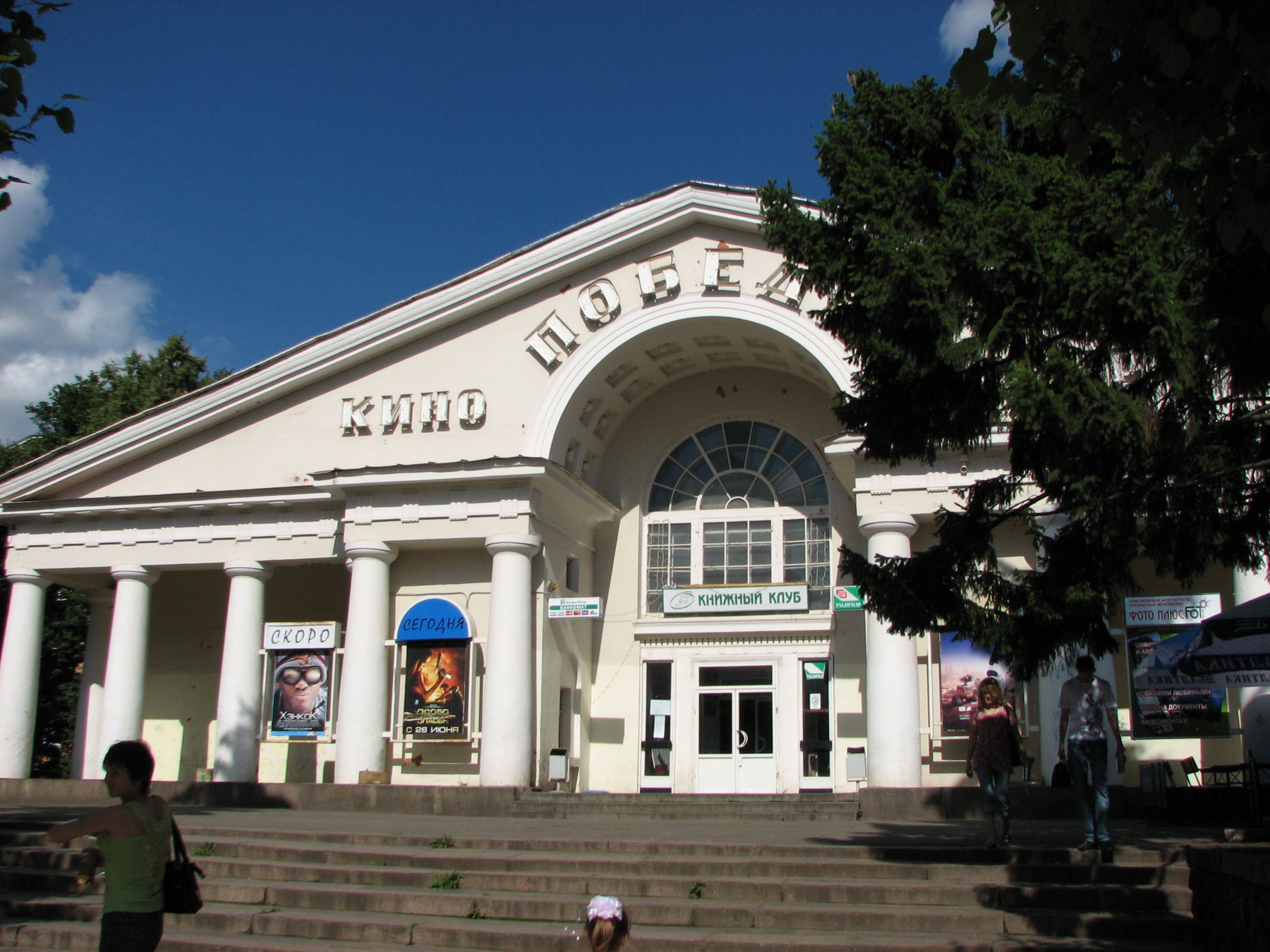
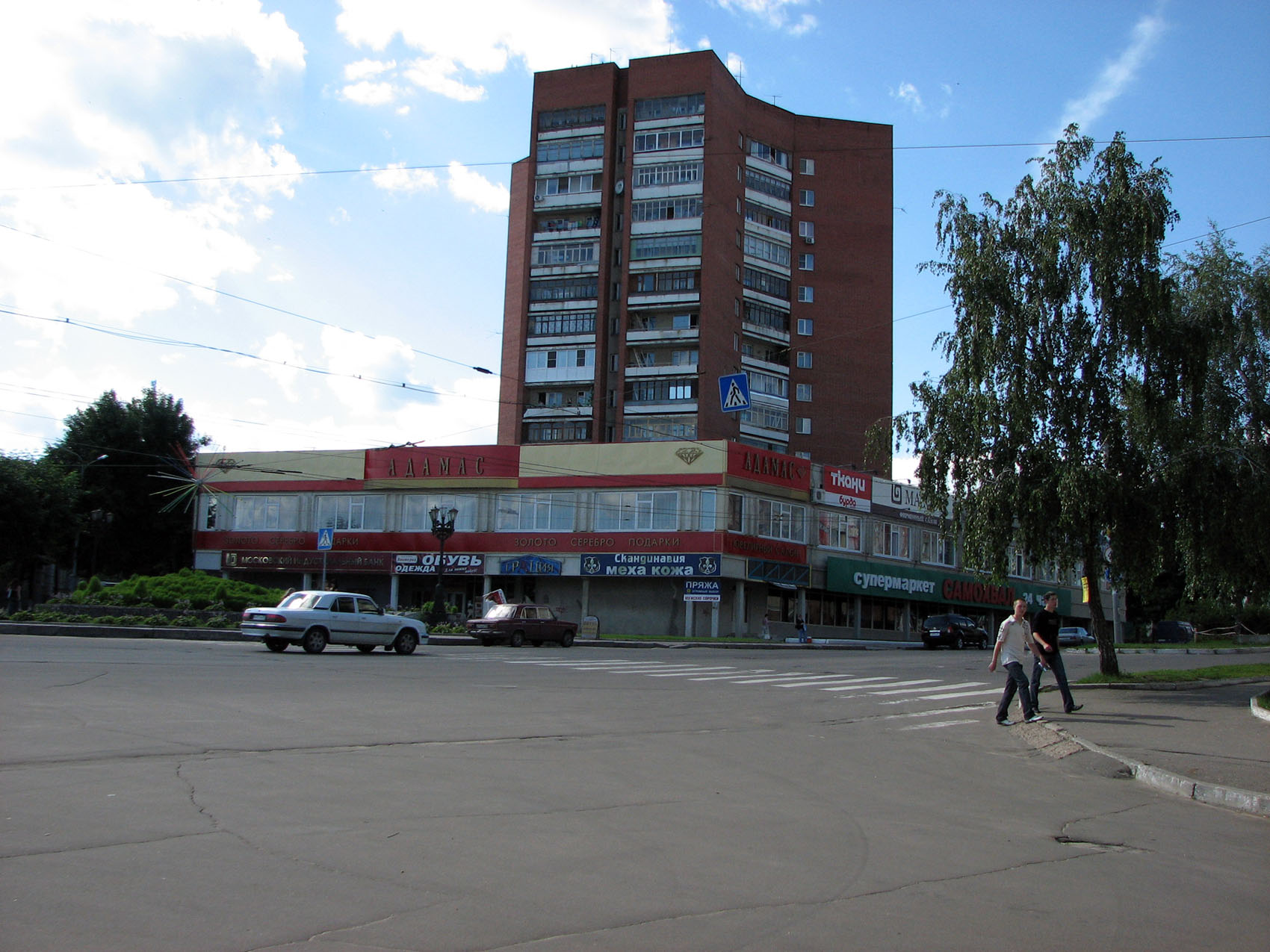
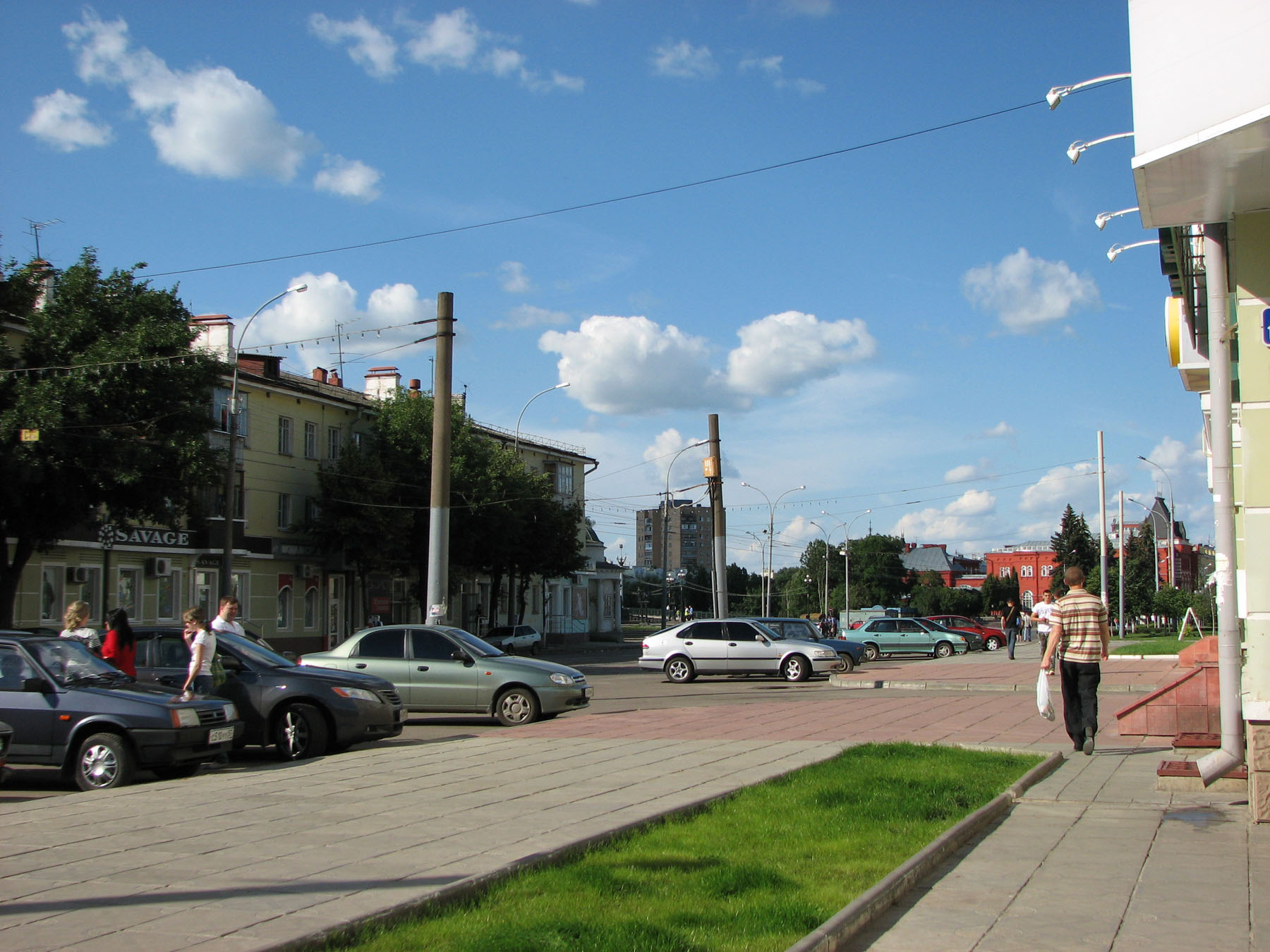
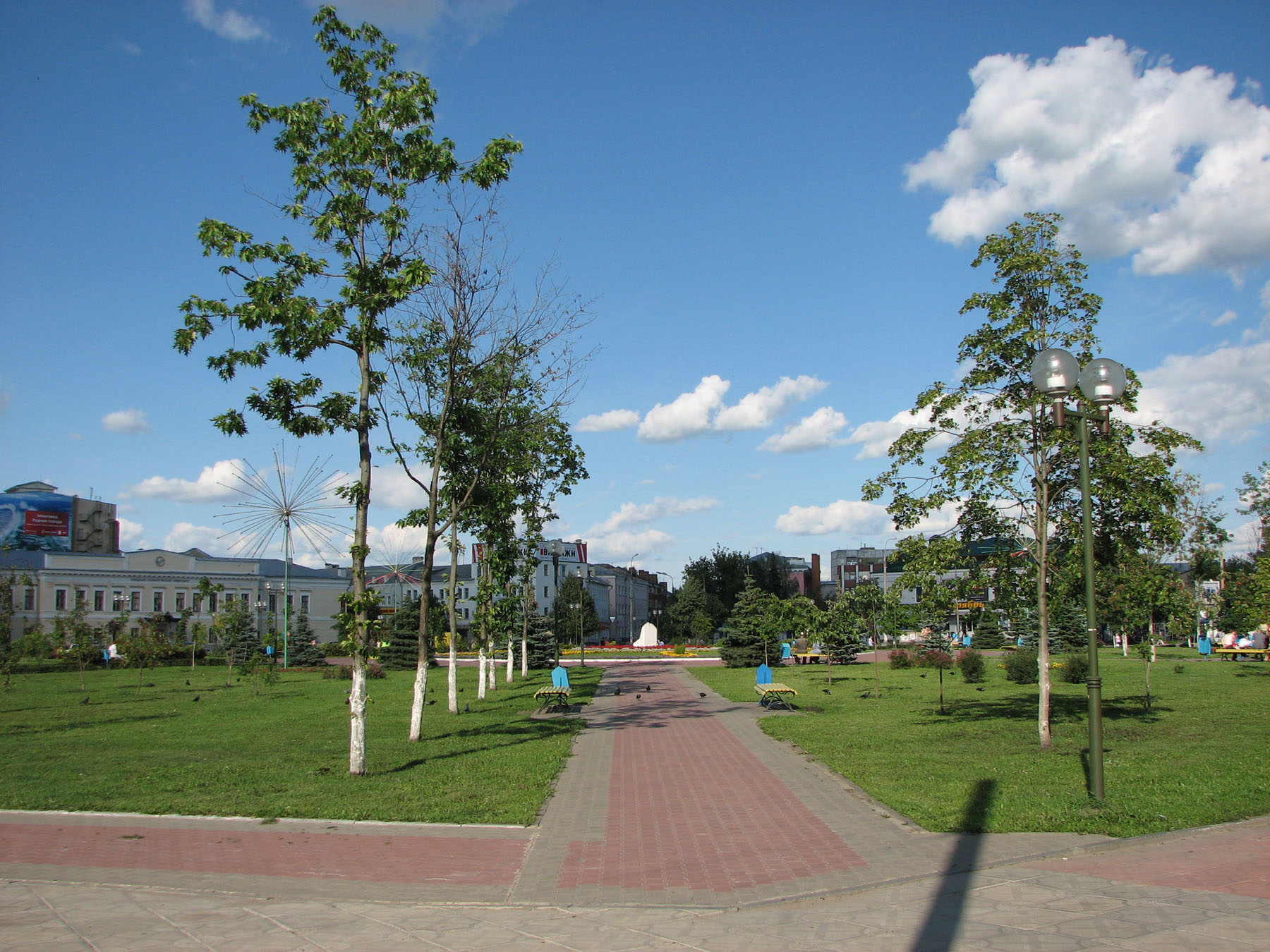
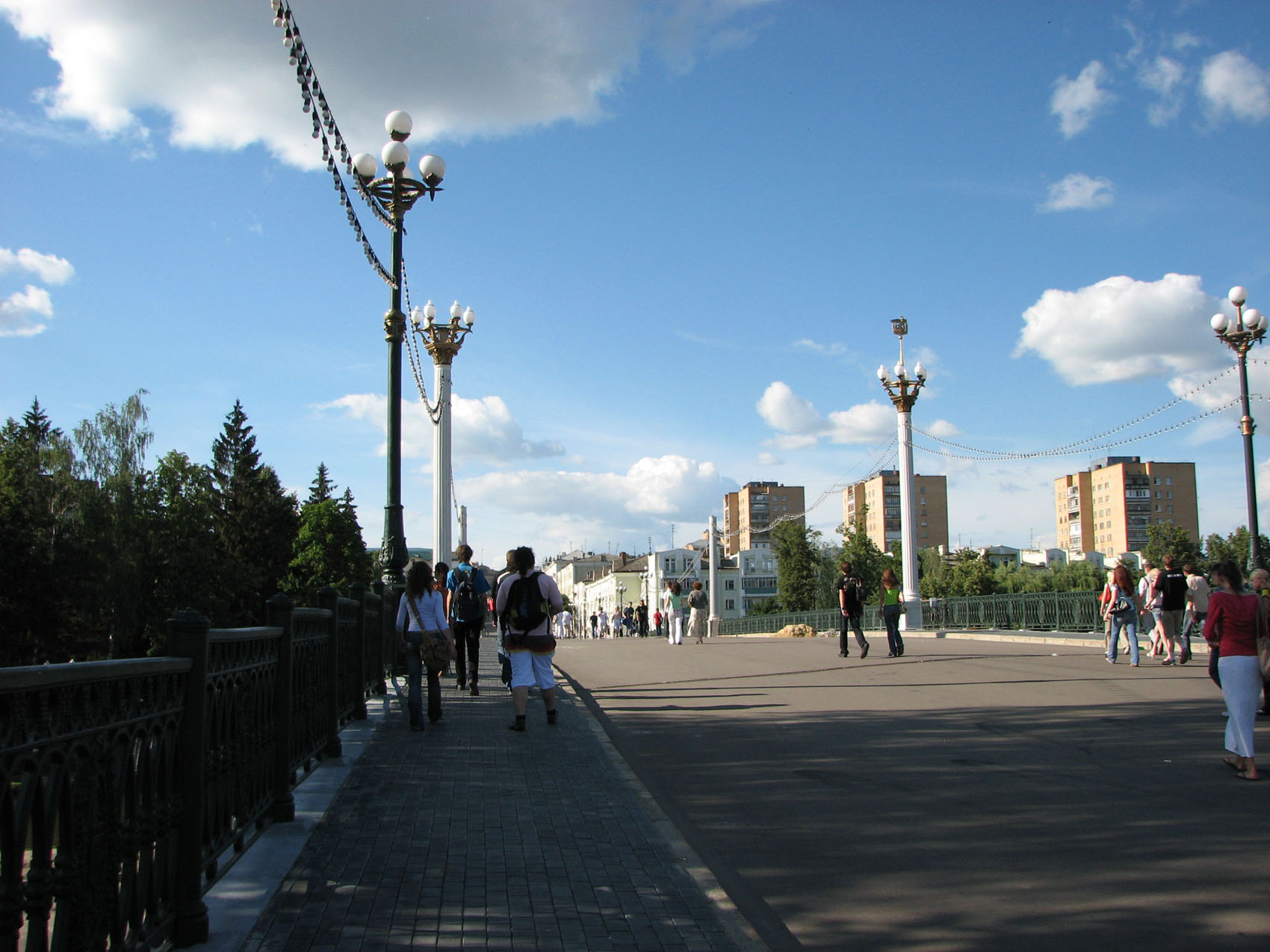
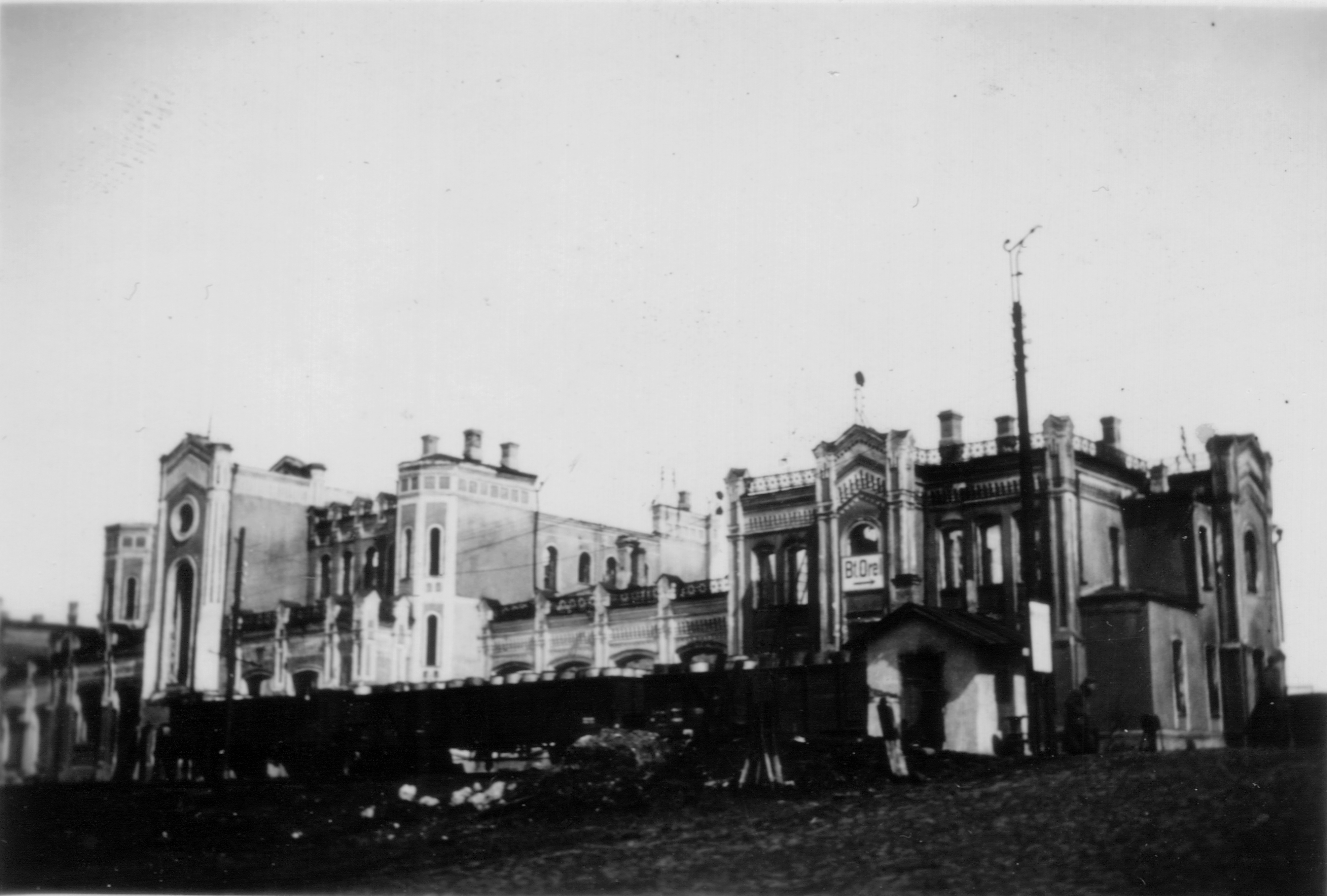

## Fills il·lustres
- Vassili Kalínnikov (1866–1901), compositor musical
- Josef Lhévinne (1874–1944), pianista
- Denís Ménxov (n. 1978), ciclista professional rus
- Ivan Turgènev (1818–1883), escriptor rus